# Hôtel de Ville (Thionville)

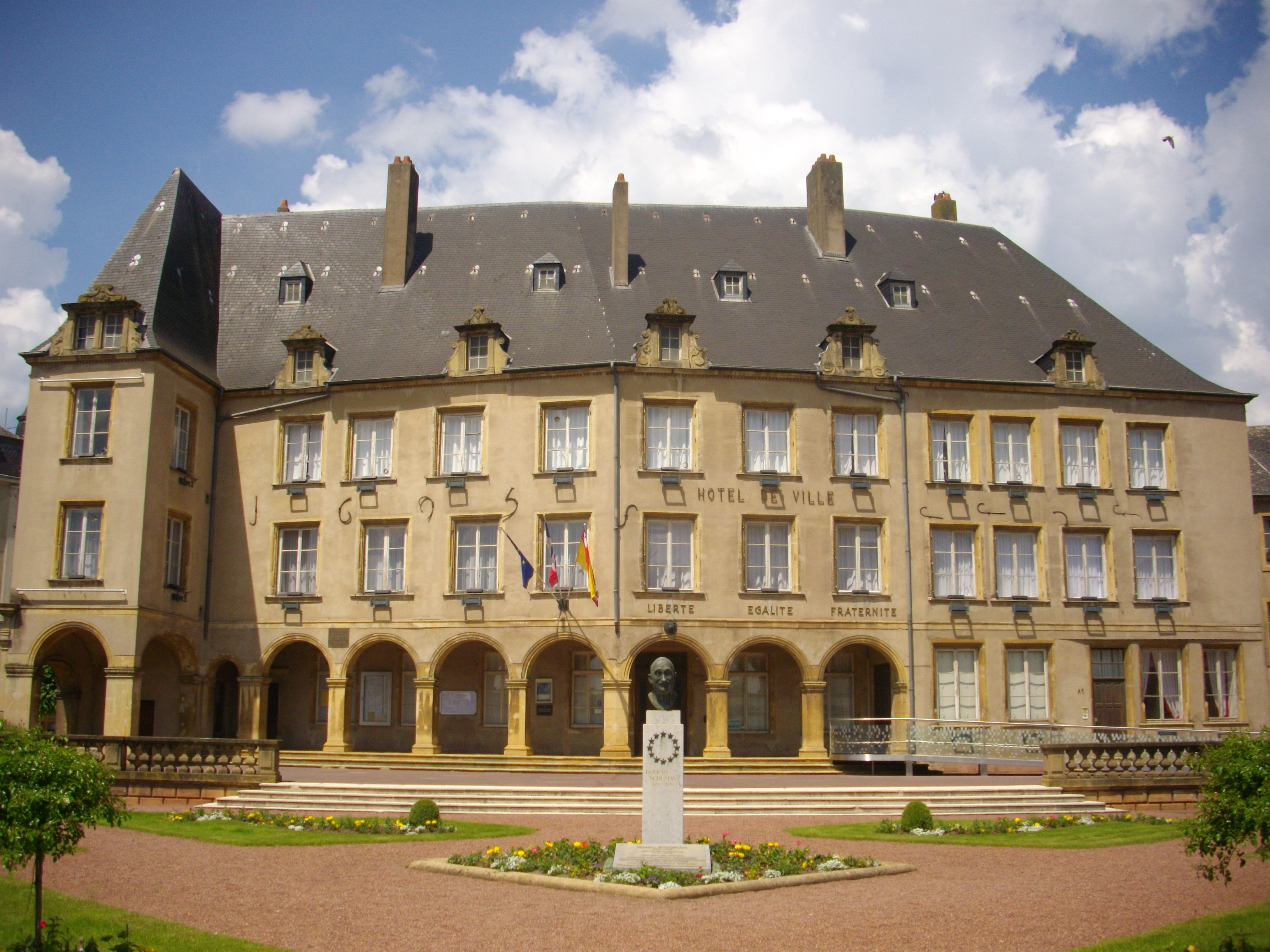
Hôtel de Ville in Thionville

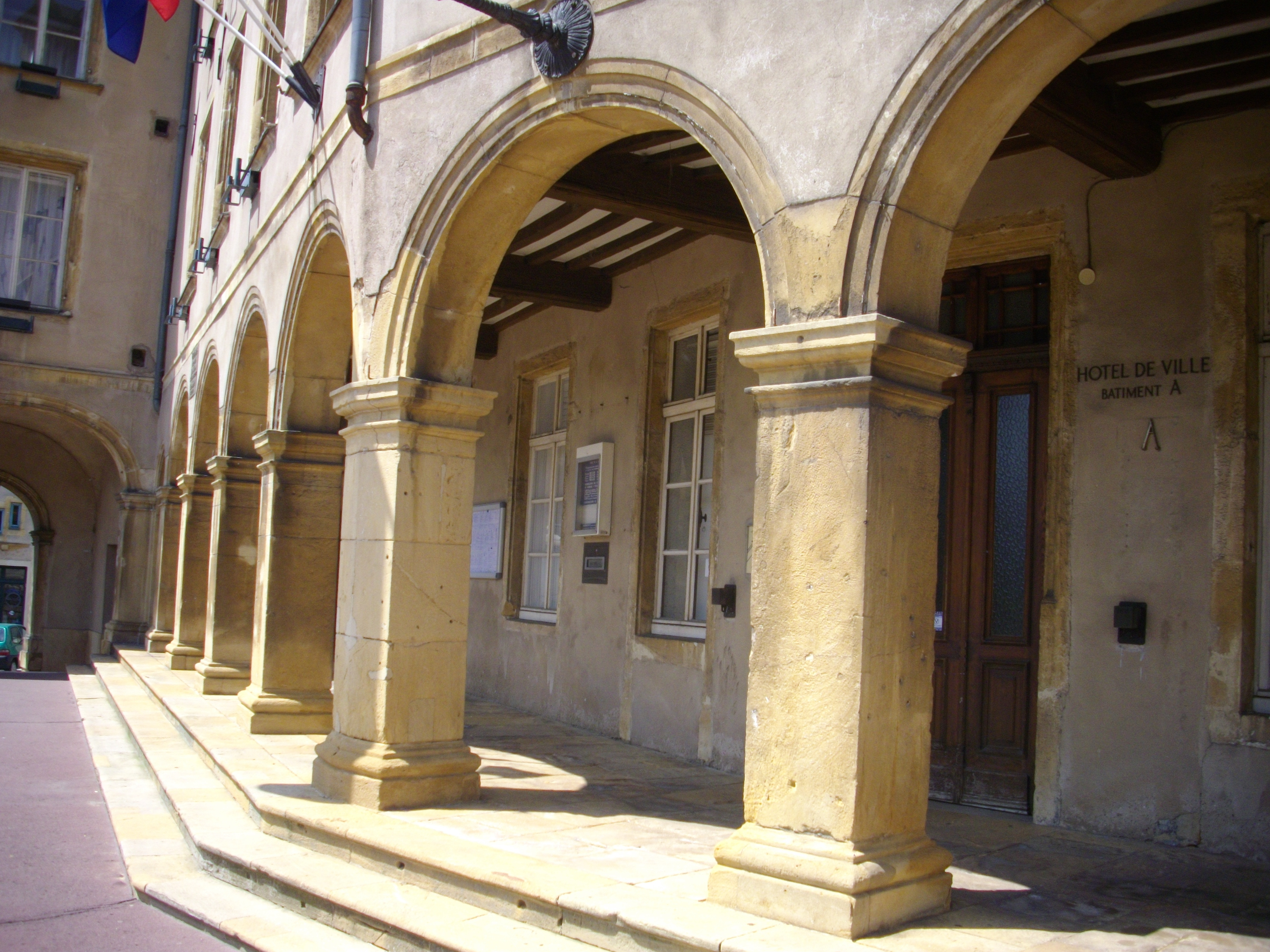
Arkaden mit Eingang

Das Hôtel de Ville (deutsch Rathaus) in Thionville, einer Stadt im französischen Département Moselle in der Region Lothringen, ist ein ehemaliges Kloster der Klarissen aus dem 17. Jahrhundert. Das Hôtel de ville mit der Adresse Square de l’Hôtel de ville Nr. 2 ist seit 1991 als Monument historique geschützt.

## Geschichte
Im Jahr 1629 ließen sich die Klarissen in Thionville nieder, wo sie zunächst in einem Haus in der Rue de la Vieille-Porte lebten. Nachdem sie 1635 ein Grundstück nahe der Mosel erhielten, bauten sie dort ein neues Kloster im Stil der Spätrenaissance, das 1641 vollendet war. Bei der Belagerung von Thionville im Jahr 1643 durch französische Truppen wurde es beschädigt und bis 1665 wieder aufgebaut, sodass in diesem Jahr die Weihe der Kapelle erfolgen konnte.
Im 18. Jahrhundert wurden weitere Nebengebäude errichtet, die der Mädchenschule des Klosters dienten. Während der Revolution wurde das Kloster säkularisiert und die Gebäude für Militärzwecke genutzt. Ab 1804 wurde im ehemaligen Kloster ein städtisches Krankenhaus eingerichtet, das sich bis 1898 dort befand. Nun wurde darin das Hôtel de Ville eingerichtet und im Laufe des 20. Jahrhunderts weitere Umbauten vorgenommen. Der Rest der ehemaligen Kapelle findet heute als Trauzimmer (frz. salle de mariages) der Stadt Verwendung.